# 파이퍼붉은박쥐
파이퍼붉은박쥐(Lasiurus pfeifferi)는 애기박쥐과에 속하는 박쥐의 일종이다. 쿠바의 토착종이다. 쿠바의 인구밀도 증가와 서식지 전환과 허리케인으로 인한 현저한 개체수 감소 추세때문에 IUCN 적색 목록에서 취약근접종으로 분류하고 있다.
식충성 박쥐로 추정하고 있다. 세미놀박쥐의 아종으로 추정하기도 한다.

## 같이 보기
- 세미놀박쥐